# Petroleum Air Services
Petroleum Air Services (Arabisch: خدمات البترول الجوية, Khidmāt al-Bitrūl al-Gawwīyyah) is een Egyptische luchtvaartmaatschappij met haar thuisbasis in Caïro.
Petroleum Air Services is opgericht in 1982 met hulp van Air Logistics International.

## Vloot
De vloot van Petroleum Air Services bestaat uit: (juli 2016)
- 5 Bombardier Dash8-Q300
- 2 Canadair CRJ-900